# Luigi Colturi
Luigi Colturi (né le 13 mars 1967 à Bormio, dans la province de Sondrio, en Lombardie et mort dans la même ville le 2 juin 2010) est un ancien skieur alpin italien.

## Palmarès

### Coupe du Monde
- Meilleur classement final: 28e en 1993.
- Meilleur résultat: 3e.